# 1993 en architecture
| Années de l'architecture : 1990 - 1991 - 1992 - 1993 - 1994 - 1995 - 1996    |
| Décennies de l'architecture : 1960 - 1970 - 1980 - 1990 - 2000 - 2010 - 2020 |

Cet article présente les faits marquants de l'année 1993 en architecture.

## Réalisations

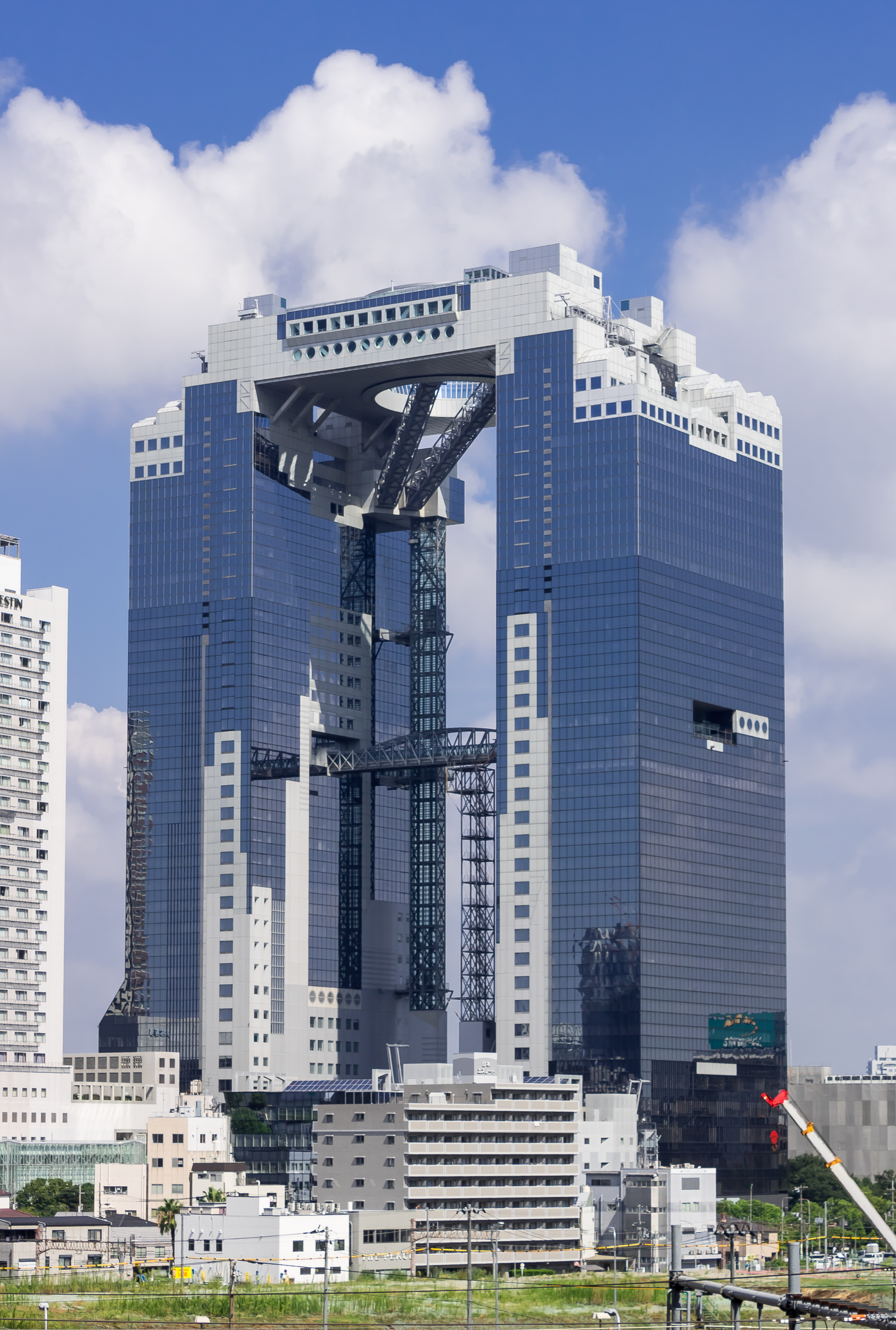
Umeda Sky Building

- Construction de la Landmark Tower à Yokohama.
- Construction du Umeda Sky Building à Osaka.
- Inauguration du Carré d'Art à Nîmes.
- Création de l'agence Oitoemponto à Porto.

## Récompenses
- Grand Prix de l'urbanisme : Bernard Huet.
- Grand prix national de l'architecture : Dominique Perrault.
- Prix Pritzker : Fumihiko Maki.
- AIA Gold Medal : Thomas Jefferson (posthumous).
- Architecture Firm Award : Cambridge Seven Associates, Inc..
- RAIA Gold Medal : Ken Woolley.
- Royal Gold Medal : Giancarlo de Carlo.

## Naissances
- x

## Décès
- 27 mars : Paul Laszlo (° 1900).
- Alison Smithson (° 1928).